# Гюнцах
Гюнцах (нім. Günzach) — громада в Німеччині, знаходиться в землі Баварія. Підпорядковується адміністративному округу Швабія. Входить до складу району Остальгой. Складова частина об'єднання громад Обергюнцбург.
Площа — 23,48 км2. Населення становить 1430 ос. (станом на 31 грудня 2020).

## Галерея

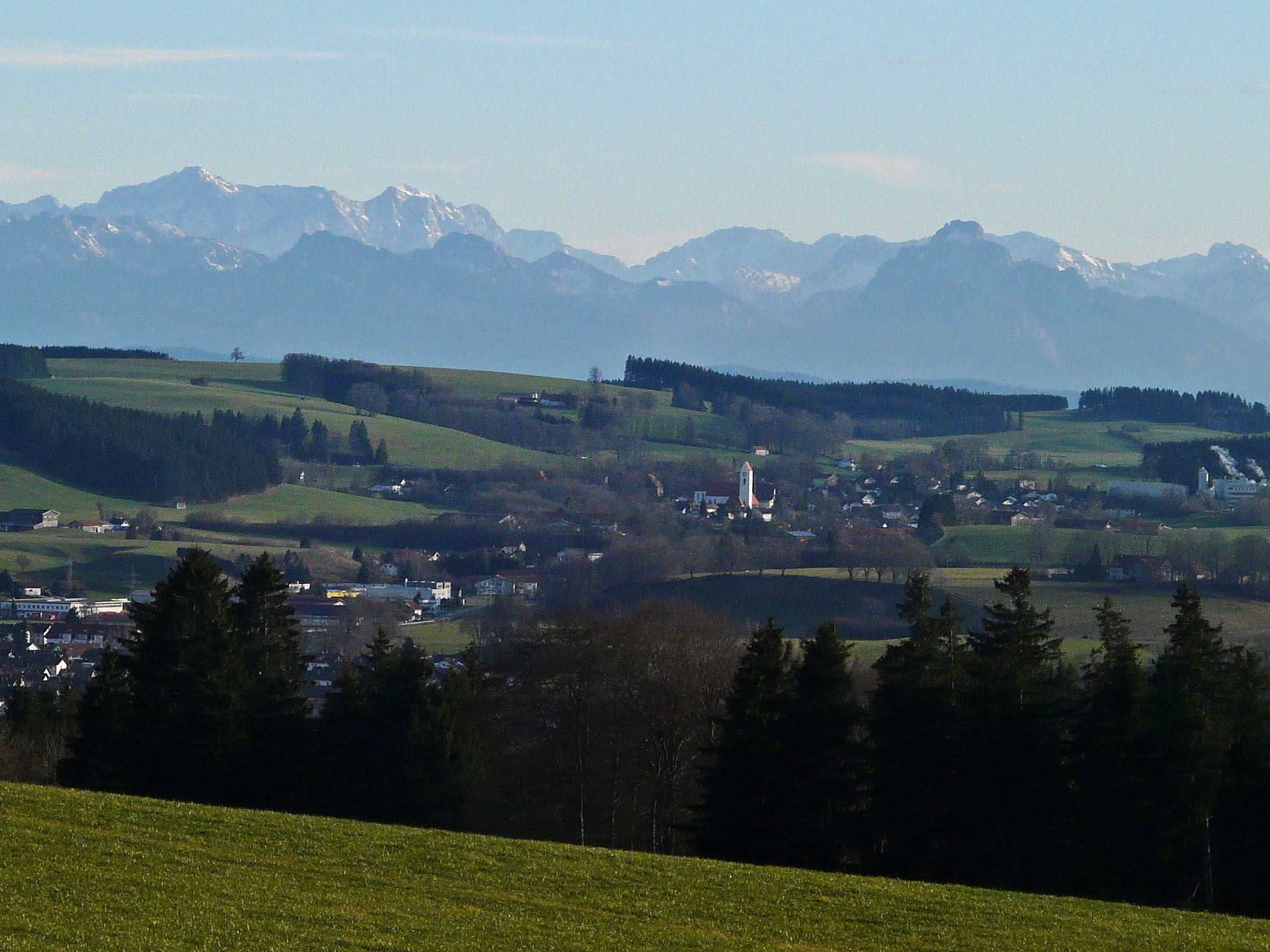